# Kostel Všech svatých (Stojice)
Kostel Všech svatých v obci Stojice je památkově chráněný římskokatolický filiální kostel. Jedná se venkovský pozdně gotický kostel z doby po roku 1521, barokně přestavěný a doplněný o věž roku 1707. V roku 1867 regotizován Františkem Schmoranzem. Zachovala se pozoruhodná žebrová klenba presbyteria, portál sakristie s přetínavým ostěním a gotické sanktuarium. Úzká vazba na kostel sv. Michaela v Chrudimi a potažmo k pardubické pernštejnské huti.

## Historie
Kostel byl postaven v první třetině 16. století někdy po roce 1521 a patrně nahradil svého dřevěného předchůdce. Vyloučen ale není ani zděný, snad ještě románský objekt. Kostel měl již tehdy dnešní podobu, ovšem bez věže, s plochostropou lodí. Součástí stavby byla od počátku dnešní sakristie, což dokládá pozdně gotický portálek. Z této doby může pocházet i klenba sakristie. Kostel byl výrazně barokně upraven v roce 1707. Pravděpodobně až v této době byla postavena věž před západním průčelím, zakončená cibulovou střechou. Byla také upravena okna lodi a do sakristie prolomen vnější vstup. Během těchto oprav dostal kostel i stávající krovy. V roce 1867 proběhla regotizační úprava kostela podle návrhu Františka Schmoranze st. V rámci této úpravy byla barokní okna nahrazena dvoudílnými lomenými okny s kružbami a věž dostala novou jehlancovou střechu. Další opravy měly jen udržovací charakter.

## Popis
Areál je tvořen gotickým jednolodním kostelem s věží při západním průčelím, márnicí vystupující na severní straně z obvodu hřbitova a ohradní zdí hřbitova.

### Kostel
Jednolodní kostel s obdélnou lodí a trojboce uzavřeným presbyteriem, na severu přiléhá sakristie. Před průčelím věž. Vnějšek: Presbyterium opřeno jednou odstupněnými pilíři. Opěráky i na nárožích sakristie. Okna hrotitá, dvoudílná, s kružbami. V presbyteriu čtyřlisty, v lodi i plaménkové motivy. Korunní římsa kamenná, vyžlabená. V přízemí průčelní věže předsíň, s průchodem otevřeným širokými lomenými oblouky. Předsíň zaklenuta křížově. Střecha kryta taškami. Jehlan věže a sanktusová věž plechem. Náhrobky: U věže kostela náhrobky patrně majitelů Svojšic. Jižně při věži náhrobek ženský, severně s erbem. Interiér: Presbyterium sklenuto jedním polem křížové žebrové klenby, meziklenebním žebrem a závěrem. Slabá klínová, jednou vyžlabená žebra se protínají v kruhových svornících s reliéfy rozety a hvězdice. Konzoly jehlancové buď s kružbovými motivy nebo s točenými žlábky. Svazek žeber při meziklenebním žebru spadá do půlválcových přípor bez hlavic s tordovanými patkami, nad nimiž motiv provazce. Na severní straně obdélný výklenek sanktuaria rámovaný pruty. V nadpraží oslí hřbet s kytkou na vrcholu. Portál do sakristie má pravoúhlé ostění s přetínáním. Otvor vchodu sedlový. Sakristie sklenuta dvěma poli křížové klenby bez žeber. Loď plochostropá. Na západě dřevěná kruchta.

### Márnice
Architektonicky jednoduchá stavba márnice asi z 2. poloviny 19. století, zapojená do ohrazení hřbitova, v průčelí obohacená o druhotně užitou gotickou okenní kružbu. Hodnotná součást venkovského sakrálního areálu. Drobná stavba na příčně obdélném půdorysu vybíhající na severní straně z obrysu hřbitova. Přízemní stavba má sedlovou střechu se zděnými štíty. V ose jižního průčelí sedlový omítaný portál. Nad portálem druhotně zazděna kružba lomeného okna kostela. Ve vrcholu štítu drobný kamenný křížek. Všechna průčelí omítána. V interiéru hrotitá dřevěná omítaná klenba.

### Ohradní zeď
Ohradní zeď asi z 2. pol. 19. stol. z lomového zdiva.Na koruně pultová stříška, krytá kamennými deskami. Na východní straně brána s postranními pilířky a plechovou vstupní branou.